# 亜硝酸イソブチル
亜硝酸イソブチル（あしょうさんイソブチル、英: Isobutyl nitrite）は、亜硝酸とイソブタノールからなる亜硝酸エステルの一種である。化学式はC4H9NO2で、(CH3)2CH-CH2-O-NOの構造を持つ。

## 用途
血管拡張作用があり、シアン中毒の解毒剤としても使われる。ラッシュ系ドラッグとして最も多く流通するが、日本の法令では2007年2月28日に指定薬物となり、医療用および人体に危害を及ぼすおそれのない用途以外での製造・輸入・販売等は禁止されている。毒物及び劇物取締法により劇物に指定されている。